# Chomikomyszka
Chomikomyszka (Chaetodipus) – rodzaj ssaków z podrodziny szczuroskoczników (Perognathinae) w obrębie rodziny karłomyszowatych (Heteromyidae).

## Rozmieszczenie geograficzne
Rodzaj obejmuje gatunki występujące w Stanach Zjednoczonych i Meksyku.

## Morfologia
Długość ciała (bez ogona) 67–115 mm, długość ogona 77–143 mm, długość ucha 7–13 mm, długość tylnej stopy 21–27 mm; masa ciała 11–47 g.

## Systematyka
Rodzaj zdefiniował w 1889 roku amerykański zoolog Clinton Hart Merriam w artykule poświęconym wstępnej rewizji północnoamerykańskich karłomyszowatych, wraz z opisami nowych gatunków i podgatunków oraz kluczem do znanych form, opublikowanym na łamach North American Fauna. Na gatunek typowy Merriam wyznaczył (oryginalne oznaczenie) chomikomyszkę kolczastą (P. spinatus).

### Etymologia
- Chaetodipus (rodz. męski): gr. χαιτη khaitē ‘długie włosy’; rodzaj Dipus Zimmermann, 1780[8].
- Burtognathus (rodz. męski): William Henry Burt (1903–1987), amerykański zoolog; gr. γναθος gnathos ‘żuchwa’[9]. Gatunek typowy (oryginalne oznaczenie): Perognathus hispidus S.F. Baird, 1858.

### Podział systematyczny
Do rodzaju należą następujące gatunki:
| Grafika | Gatunek                  | Autor i rok opisu                                                             | Nazwa zwyczajowa            | Podgatunki         | Rozmieszczenie geograficzne | Podstawowe wymiary                                | Status IUCN |
| ------- | ------------------------ | ----------------------------------------------------------------------------- | --------------------------- | ------------------ | --- | ------------------------------------------------- | ----------- |
|         | Chaetodipus hispidus     | (S.F. Baird, 1858)                                                            | chomikomyszka kłująca       | 3 podgatunki       | środkowe Stany Zjednoczone (Wielkie Równiny na południe od południowej Dakoty Północnej) na południe do środkowego Meksyku                                              | DC: 9,8–11,5 cm DO: 9–11,3 cm MC: 30–47 g         | LC          |
|         | Chaetodipus formosus     | (Merriam, 1889)                                                               | chomikomyszka ogoniasta     | 7 podgatunków      | południowo-zachodnie Stany Zjednoczone (Kalifornia, Nevada, Utah i Arizona) i północno-zachodni Meksyk (wschodnia Kalifornia Dolna)                                     | DC: 7,9–8,6 cm DO: 8,6–12,5 cm MC: 17–25 g        | LC          |
|         | Chaetodipus baileyi      | (Merriam, 1889)                                                               | chomikomyszka arizońska     | 2 podgatunki       | południowo-zachodnie Stany Zjednoczone (południowa Arizona i południowo-zachodni Nowy Meksyk) i północno-zachodni Meksyk (Sonora, północna Sinaloa i wyspa Tiburón)     | DC: 8,5–9,9 cm DO: 10,3–12,4 cm MC: 24–28 g       | LC          |
|         | Chaetodipus rudinoris    | (D.G. Elliot, 1903)                                                           | chomikomyszka półwyspowa    | 5 podgatunków      | południowo-zachodnie Stany Zjednoczone (południowo-wschodnia Kalifornia) i północno-zachodni Meksyk (Półwysep Kalifornijski, wyspy Monserrate, Coronado, Pata i Mitlán) | DC: 8,5–9,9 cm DO: 10,3–12,4 cm MC: 24–28 g       | LC          |
|         | Chaetodipus spinatus     | (Merriam, 1889)                                                               | chomikomyszka kolczasta     | 18 podgatunków     | południowo-zachodnie Stany Zjednoczone (południowo-wschodnia Kalifornia i południowa Nevada) i północno-zachodni Meksyk (Półwysep Kalifornijski oraz pobliskie wyspy)   | DC: 7,5–9,5 cm DO: 8,9–12,8 cm MC: 13–18 g        | LC          |
|         | Chaetodipus californicus | (Merriam, 1889)                                                               | chomikomyszka kalifornijska | 8 podgatunków      | zachodnie Stany Zjednoczone (środkowa i południowa Kalifornia) i północno-zachodni Meksyk (północna Kalifornia Dolna)                                                   | DC: 8,6–9,2 cm DO: 10,3–14,3 cm MC: 18–29 g       | LC          |
|         | Chaetodipus fallax       | (Merriam, 1889)                                                               | chomikomyszka zaroślowa     | 6 podgatunków      | południowo-zachodnie Stany Zjednoczone (południowo-zachodnia Kalifornia) i północno-zachodni Meksyk (zachodnie wybrzeże Kalifornii Dolnej oraz wyspa Cedros)            | DC: 8,2–8,7 cm DO: 8,8–11,8 cm MC: brak danych    | LC          |
|         | Chaetodipus arenarius    | (Merriam, 1894)                                                               | chomikomyszka mała          | 9 podgatunków      | Meksyk (Półwysep Kalifornijski wraz z wyspą Magdalena) | DC: 6,7–7 cm DO: 8,5–8,6 cm MC: około 11 g        | LC          |
|         | Chaetodipus ammophilus   | (Osgood, 1907)                                                                | chomikomyszka zwinna        | gatunek monotypowy | Meksyk (południowa Kalifornia Dolna Południowa z wyspą Santa Margarita)                                                                                                 | DC: około 7,2 cm DO: około 9,1 cm MC: około 14 g  | NT          |
|         | Chaetodipus siccus       | (Osgood, 1907)                                                                |                             | gatunek monotypowy | Meksyk (południowo-wschodnia Kalifornia Dolna Południowa (kotlina Los Planes i wyspa Jacques Cousteau)                                                                  | DC: około 7,2 cm DO: około 9,1 cm MC: około 14 g  | LC          |
|         | Chaetodipus penicillatus | (Woodhouse, 1852)                                                             | chomikomyszka pędzelkowata  | 6 podgatunków      | Stany Zjednoczone (od południowej Nevady i południowo-zachodniego Utah) na południe do Meksyku (północno-wschodnia Kalifornia Dolna, Sonora i wyspa Tiburón)            | DC: 7,9–8,7 cm DO: 8,3–12,9 cm MC: 15–19 g        | LC          |
|         | Chaetodipus eremicus     | (Mearns, 1898)                                                                | chomikomyszka pustynna      | 2 podgatunki       | południowe Stany Zjednoczone (od południowego Nowego Meksyku i południowo-zachodniego Teksasu) na południe do północnego Meksyku (do północnego San Luis Potosí)        | DC: 7–8,1 cm DO: 7,7–9,8 cm MC: 13–19 g           | LC          |
|         | Chaetodipus pernix       | (J.A. Allen, 1898)                                                            | chomikomyszka opuncjowa     | gatunek monotypowy | północno-zachodni Meksyk (środkowa i południowa Sinaloa i północny Nayarit)                                                                                             | DC: około 7,5 cm DO: około 8,3 cm MC: około 17 g  | LC          |
|         | Chaetodipus rostratus    | (Osgood, 1900)                                                                |                             | gatunek monotypowy | północno-zachodni Meksyk (południowa Sonora i północna Sinaloa) | DC: około 7,5 cm DO: około 8,3 cm MC: około 17 g  | NE          |
|         | Chaetodipus intermedius  | (Merriam, 1889)                                                               | chomikomyszka skalna        | 8 podgatunków      | południowo-zachodnie Stany Zjednoczone (od południowego Utah i Nowego Meksyku) na południe do Meksyku (północna Sonora, północna Chihuahua i wyspa Turners)             | DC: 7,3–7,6 cm DO: 8,4–11,2 cm MC: 11–20 g        | LC          |
|         | Chaetodipus durangae     | Neiswenter, D.J. Hafner, Light, Cepeda, Kinzer, L.F. Alexander & Riddle, 2019 |                             | gatunek monotypowy | Meksyk (Chihuahua (górne dorzecze rzek Presidio–Río San Pedro Mezquital) i Durango (rzeka Nazas))                                                                       | DC: około 20 cm DO: około 11,6 cm MC: brak danych | NE          |
|         | Chaetodipus collis       | (Blair, 1938)                                                                 |                             | 2 podgatunki       | południowe Stany Zjednoczone (skrajnie południowo-zachodni Nowy Meksyk i zachodni Teksas) i północny Meksyk (Bolsón de Mapimí)                                          | DC: 7,8–8,1 cm DO: 8,8–11,5 cm MC: 14–18 g        | NE          |
|         | Chaetodipus nelsoni      | (Merriam, 1894)                                                               | chomikomyszka kamienista    | gatunek monotypowy | Meksyk (skaliste i piaszczyste gleby od południowej Coahuili na południe do Jalisco)                                                                                    | DC: 7,8–8,1 cm DO: 8,8–11,5 cm MC: 14–18 g        | LC          |
|         | Chaetodipus lineatus     | Dalquest, 1951                                                                | chomikomyszka prążkowana    | gatunek monotypowy | Meksyk (równiny pustynne w południowo-wschodnim Zacatecas i południowo-zachodnim San Luis Potosí)                                                                       | DC: około 7,4 cm DO: około 9,2 cm MC: około 17 g  | DD          |
|         | Chaetodipus goldmani     | (Osgood, 1900)                                                                | chomikomyszka piaskowa      | gatunek monotypowy | Meksyk (pustynia Sonora w południowej Sonorze, zachodnim Chihuahua i północnym Sinaloa)                                                                                 | DC: około 8,3 cm DO: około 10,7 cm MC: 19–23 g    | NT          |
|         | Chaetodipus artus        | (Osgood, 1900)                                                                | chomikomyszka wąskogłowa    | gatunek monotypowy | Meksyk (wybrzeża Oceanu Spokojnego (południowa Sonora i południowo-zachodnia Chihuahua do północno-zachodniego Durango, Sinaloi i północnego Nayarit)                   | DC: 8,6–9,2 cm DO: 9,5–9,9 cm MC: 13–27 g         | LC          |

Kategorie IUCN:  LC  – gatunek najmniejszej troski,  NT  – gatunek bliski zagrożenia,  DD  – gatunki o nieokreślonym stopniu zagrożenia;  NE  – gatunki niepoddane jeszcze ocenie.